# Пархоменко, Сергей Игоревич
Сергей Игоревич Пархоменко (14 января 1997, Харьков — 14 мая 2022, Гуляйполе, Запорожская область) — украинский военнослужащий, капитан Вооружённых сил Украины, участник российско-украинской войны. Герой Украины (2022, посмертно).

## Биография
Пархоменко родился 14 января 1997 года в Харькове, в семье военных авиаторов. С детства мечтал о небе и хотел связать свою жизнь с авиацией. Окончил Киевский военный лицей имени Ивана Богуна.
В то время, когда его отец Игорь Пархоменко во время войны на востоке Украины в 2014 году выполнял боевые задания в воздухе, Сергей поступил на лётный факультет ХНУПС имени Ивана Кожедуба, окончив в 2019 году, получил квалификацию лётчика 3-го класса.
Пархоменко проходил службу в 299-й бригаде тактической авиации имени генерал-лейтенанта Василия Никифорова и летал на самолётах Су-25. На момент полномасштабного российского вторжения на Украину занимал должность командира авиационного звена.
Указом президента Украины № 292/2022 от 2 мая 2022 года «О награждении государственными наградами Украины» был награждён орденом Богдана Хмельницкого III степени.
14 мая 2022 года капитан Сергей Пархоменко погиб, выполняя боевое задание в Запорожской области в районе города Гуляйполе. 20 мая был посмертно награждён званием герой Украины.
Поскольку в регионе, откуда был родом Сергей, в то время продолжались боевые действия, в последний путь Сергея провели 18 мая 2022 года в Виннице.
Остались родители, жена и сын, родившийся в марте 2022 года.

## Награды
- звание Герой Украины с удостоением ордена «Золотая Звезда» (20 мая 2022, посмертно) — за личное мужество и героизм, проявленные в защите государственного суверенитета и территориальной целостности Украины, верность военной присяге[4].
- орден Богдана Хмельницкого III степени (2 мая 2022) — за личное мужество и самоотверженные действия, проявленные в защите государственного суверенитета и территориальной целостности Украины, верность военной присяге[2].